# Горенци (Драма)
Горенци (грч. Καλή Βρύση, Кали Вриси) је насељено место у општини Просечен у периферији Источна Македонија и Тракија, Грчка. Према попису из 2021. године било је 555 становника.
Према бугарском географу и историчару, Василу Канчову, у Горенцима је 1900. године живело 950 Словена хришћана. 
Двадесетих година 20. века и поред великог притиска грчких власти само мали број словенских породица се иселио у Бугарску а на њихово место је насељена 51 грчка избегличка породица, укупно 211 особа. На попису из 1928. године Горенци су мешовито насеље са 1.204 становника. После Другог светског рата због терора грчких десничарских снага већи број словенских породица се иселио у Бугарску.